# Anavyssos
Anavyssos  este un oraș în Grecia în prefectura Attica.